# Sotterhausen
Sotterhausen este o comună din landul Saxonia-Anhalt, Germania.